# Référendum constitutionnel kirghize de 2007
Le référendum constitutionnel kirghize de 2007 est un référendum ayant eu lieu le 21 octobre 2007 au Kirghizistan. Le référendum fait suite à la crise constitutionnelle à la suite de la révolution des Tulipes. Il vise à la mise en place d'une nouvelle constitution et d'une nouvelle loi électorale. Il a été approuvé à 95,44 % pour la question sur la constitution et à 95,36 % pour une participation annoncée de 80,64 %.